# Lăng Vân (chính khách)
Lăng Vân (giản thể: 凌云; phồn thể: 凌雲; bính âm: Líng Yún; 29 tháng 6 năm 1917 — 15 tháng 3 năm 2018) là chính khách nước Cộng hòa Nhân dân Trung Hoa. Ông là Bộ trưởng đầu tiên của Bộ An ninh Quốc gia từ tháng 6 năm 1983 đến tháng 9 năm 1985.

## Tiểu sử
Lăng Vân sinh ngày 29 tháng 6 năm 1917 tại Gia Hưng, tỉnh Chiết Giang. Tháng 4 năm 1938, ông gia nhập Đảng Cộng sản Trung Quốc.
Năm 1939, sau một thời gian hoạt động chính trị ở tỉnh Sơn Tây ông đến căn cứ của Đảng Cộng sản Trung Quốc ở Tây An, Thiểm Tây. Ở đây ông gia nhập Sở Nội vụ Trung ương, lãnh đạo bởi Khang Sinh. Sau khi nước Cộng hòa Nhân dân Trung Hoa được thành lập, ông phục vụ trong ngành công an ở Tế Nam, tỉnh Sơn Đông và bắt đầu công tác tại Bộ Công an vào năm 1952.
Ngày 1 tháng 7 năm 1983, Bộ An ninh Quốc gia được thành lập. Tại buổi lễ công bố ra mắt Bộ An ninh có Thủ tướng Triệu Tử Dương và nhiều lãnh đạo cấp cao như Vạn Lý, Tập Trọng Huân, Hồ Kiều Mộc, Điền Kỷ Vân, Hồ Khởi Lập. Khi đó, Bộ An ninh được thành lập để thực hiện hai chức năng chính là đảm bảo an ninh quốc gia và tăng cường công tác chống gián điệp.
Trước khi được bổ nhiệm giữ chức Bộ trưởng Bộ An ninh ông là Thứ trưởng Bộ Công an Trung Quốc. Sau vụ đào tẩu sang Hoa Kỳ của Cục trưởng Du Cường Thanh năm 1985, ông đã xin từ chức Bộ trưởng Bộ An ninh. Bởi sau khi tới Mỹ, Du Cường Thanh đã bán đứng nhân viên tình báo Kim Vô Đãi đang hoạt động tại Mỹ.